# Fabio Fiallo

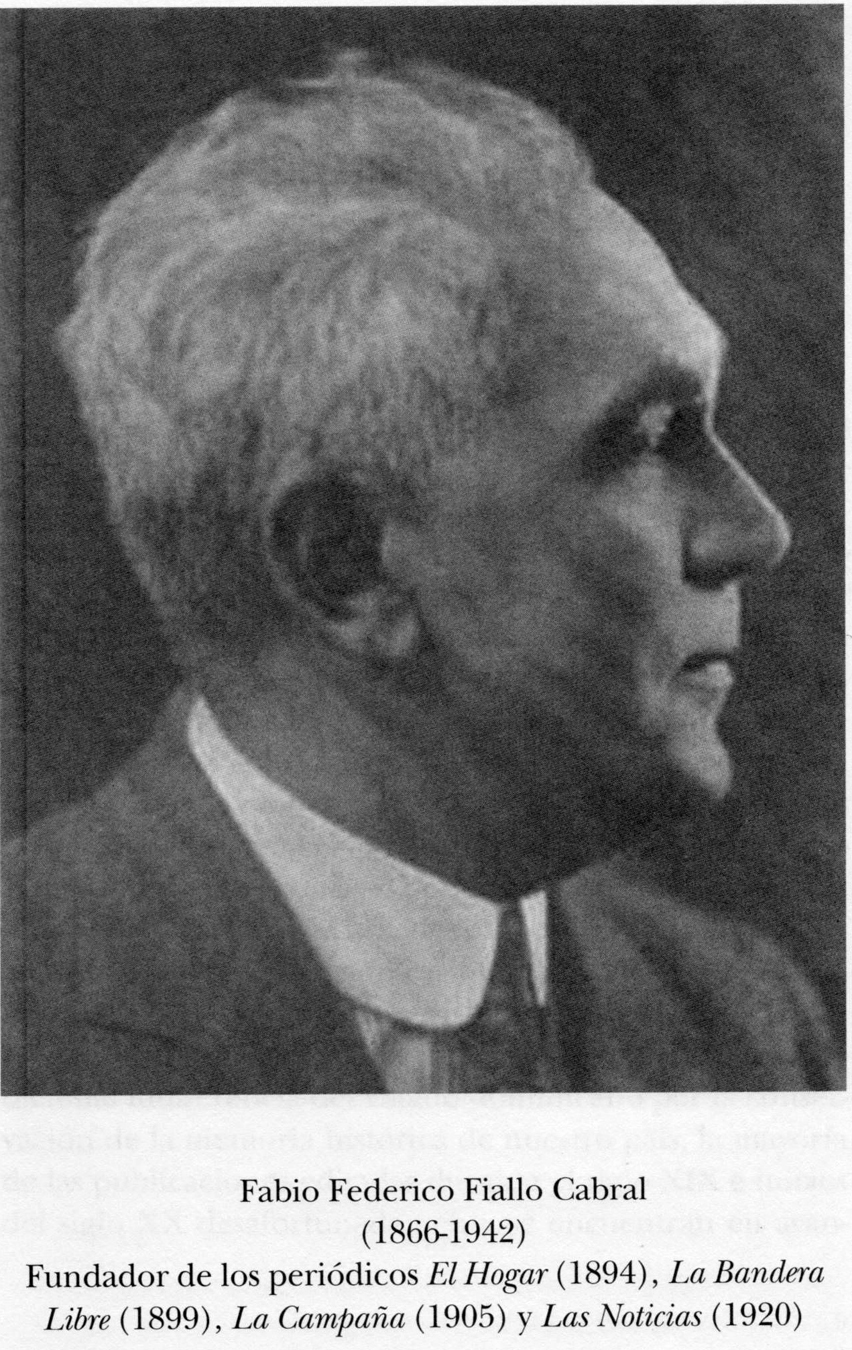
Fabio Fiallo

Fabio Federico Fiallo Cabral (* 3. Februar 1866 in Santo Domingo; † 28. August 1942 in Havanna) war ein dominikanischer Schriftsteller, Journalist, Diplomat und Politiker.

## Leben
Der Sohn des Politikers Juan Ramón Fiallo Rodríguez studierte Jura, sein Interesse jedoch lag auf dem Gebiet der Politik und der Literatur. Er gründete mehrere Zeitschriften (El Hogar, 1894, La Bandera Libre, 1899, La Campaña, 1905) und arbeitete für die Zeitungen Listín Diario und El Lápiz. Unter der Regierung von Juan Isidro Jiménez war er Ende 1900 mehrere Monate gemeinsam mit Arturo Pellerano Alfau, dem Leiter des Listín Doario in Haft.
In der Folgezeit hatte er verschiedene politische Ämter inne – u. a. Staatssekretär des Inneren (1903) und Sonderbeauftragter der Regierung von Azua, Samaná und Barahona (1904) – und war Konsul in Havanna (1905), New York (1905) und Hamburg (1910). 1913 wurde er Gouverneur von Santo Domingo. Wegen seines Einsatzes für die nationale Unabhängigkeit wurde er verfolgt und kam während der Okkupation durch die USA erneut ins Gefängnis.
Fiallo veröffentlichte mehrere Gedichtbände, in denen sich Einflüsse von Gustavo Adolfo Bécquer und Heinrich Heine zeigen, außerdem Erzählungen, den Roman Las manzanas de Mefisto (1934) und das Drama La cita (1936). Er war mit dem nicaraguanischen Lyriker Rubén Darío befreundet und korrespondierte u. a. mit Juana de Ibarbourou und Ana María Garasino.

## Werke
- Primavera Sentimental (1902)
- Cuentos Frágiles (1908)
- Cantaba el Ruiseñor (1910)
- Canciones de la tarde (1920)
- La Cita (1924)
- La canción de una vida (1926)
- Canto a la Bandera (1925)
- El Balcón de Psiquis (1935)
- Las manzanas de Mefisto (1934)
- Poemas de la niña que está en el cielo (1935)
- Sus mejores versos (1938)